# Русофилы (движение)
Национальное движение «Русофилы» — гражданская неправительственная организация в Болгарии, преемник и продолжатель в современном мире идей и традиций русофильства, возникшего в период Национального возрождения Болгарии. Основной целью движения заявлено процветание Болгарии через развитие сотрудничества с Россией, а также поддержание дружбы между болгарским и русским народами, основанной на исторических, православно-христианских и панславянских идеях и традициях.
Организация была зарегистрирована 19 марта 2003 в Софии. В октябре 2020 года Николай Малинов подал в отставку с поста председателя движения после обвинения в шпионаже. В 2024 году следующий глава, Златомир Девленский, также ушёл с поста главы организации после того, как прокуратура Болгарии обвинила его в шпионаже.

## История русофильства в Болгарии
Русофильство в Болгарии возникло ещё в Средневековье, во время османского ига над страной. Паисий Хилендарский первым высказал надежды на освобождение Россией Болгарии от власти Османской империи. В дальнейшем многие интеллектуалы и революционеры — Иван Вазов, Христо Ботев, Любен Каравелов, Георгий Раковский, а также ряд других связывали свои надежды на независимость Болгарии именно с Россией.
Одним из главных проводников идей панславизма и русофильства было Болгарское книжное общество (предшественник Болгарской академии наук), которое с момента своего основания в 1869 до освобождения Болгарии в 1878 находилось в Брэиле (Румыния) и было не только культурно-просветительским, но и политическим обществом. Последовательными русофилами были председатели БКО Марин Дринов и Климент Тырновский.
Кульминацией русофильства в Болгарии стала Русско-турецкая война (1877—1878), по окончании которой 3 марта 1878 года был подписан Сан-Стефанский мир, давший стране свободу и право на самоопределение.
Национальное движение «Русофилы» имеет отделения в 35 городах и насчитывает десятки тысяч членов. Движение начиналась как объединение людей которые учились или работали в бывшем СССР.

## Стратегия
Стратегия НД «Русофилы» на 2012—2016 годы принята 23 июня 2012 года, её основной целью заявлено достижение качественно нового уровня отношений и сотрудничества между Болгарией и Россией в современном глобализирующемся многополярном мире.
Эта цель основывается на следующих принципах:
- благодаря политическим, экономическим и духовным связям между Болгарией и Россией приобретён уникальный исторический опыт и потенциал;
- членство Болгарии в Европейском союзе не заменяет и не делает бессмысленной взаимосвязь Болгарии с Россией, которая является ядром славянско-православной цивилизации;
- взаимодействие между обеими странами с целью утверждения положения, роли и места славянства и православия в современном мире является значимым фактором для сохранении национальной идентичности Болгарии в условиях и вызовах глобализирующегося мира;
- развитие и углубление культурных, религиозных, научных и спортивных связей, укрепление сотрудничества между Болгарией и Россией являются факторами, стимулирующими духовное развитие болгарской нации.
- программа создания международного русофильского движения[6]

## Деятельность
Национальное движение «Русофилы» известно своей пророссийской позицией, проводило прокремлёвскую агитацию, убеждая политиков в необходимости отмены санкций против России, выхода Болгарии из ЕС и НАТО и присоединения к Евразийскому экономическому союзу.
- активно поддерживает позицию Кремля в отношении смены власти на Украине[8]. 18 марта 2014 в передаче «Референдум» БНТ председатель организации Николай Малинов поддержал российскую аннексию Крыма, поздравив всех православных славян в мире с «победой в Третьей Крымской войне»[9];
- осуществляет уход за находящимися в Болгарии памятниками русским и выступает с инициативой за постройку новых. В 2011 году за свою активную позицию и усилия по сохранению и реставрации этих памятников Н. Малинов был награждён медалью Пушкина российским президентом Дмитрием Медведевым[10];
- поддерживает строительство газопровода «Южный поток» в Болгарии[11];
- организовало в Болгарии референдум о необходимости развития ядерной энергетики и последовательно выступает в защиту проекта АЭС «Белене»[12];
- во время проведения предварительных консультаций представителей США и НАТО с болгарскими властями о размещении элементов ПРО на территории страны организовало сбор подписей против этого и пригрозило гражданским неповиновением в случае продолжения переговоров по этой теме[13].

## Санкции
10 февраля 2023 года Николай Малинов был внесён в санкционный список США и Великобритании за «широкое участие в коррупционной деятельности в Болгарии» и подкуп судьи. По данным Минфина США, в октябре 2019 года Малинов «был арестован и обвинен в шпионаже в пользу России, ему запретили международные поездки, Малинов подкупил болгарского судью, чтобы тот разрешил ему поездку в Россию для получения медали Дружбы от Владимира Путина, которая сопровождалась наградой в 2,5 миллиона российских рублей».
Также в санкционные списки была внесена политическая партия «Русофилы за возрождение Отечества», организация «Русофилы» и иные организации как связанные с Малиновым.